# Найменший гном
Найменший гном(рос. Самый маленький гном) — радянський ляльковий четирьохсерійний мультфільм, створений у 1977—1983 роках режисером Михайлом Каменецьким на студії Союзмультфільм. Створений за мотивами книги дитячого письменника Михайла Ліпскерова «Маленький гном Вася».

## Сюжет
Мультсеріал складається з чотирьох серій, у кожній з яких маленький і добрий гном Вася, слідуючи пораді своїх бабусі та дідуся, рятує різних казкових героїв і тим самим стає помітним для оточуючих.

### Випуск перший (1977)
Знайомство с гномом Васею і Вовком. Вася рятує від вовка Трьох поросят, семерих козенят, Червону Шапочку та її бабусю.

### Випуск другий (1980)
Вася знову допомагає врятуватись від вовка казковим героям. На цей раз Дюймовочці, Маленькому Муку і Хлопчику-Мізинчику.

### Випуск третій (1981)
Мініатюрний Вася спочатку хотів врятувати від Вовка маленького сіренького Козлика. Проте трохи пізніше виявилося, що Козлик вже виріс і став зовсім не таким безпорадним, яким його уявляв Вася. Більше того, він був дуже грубий, жорстокий і хвалькуватий, і навіть сам зміг взяти гору над Вовком, силою упіймавши того, навіть хотів посадити його на ланцюг замість собаки; до Вовка Козлик налякав Зайця і навіть Ведмедя, перш ніж їм удалося втекти. Бабуся ж Козлика не знала, що її онук такий хуліган. Так що Васі довелося Вовка рятувати від Козлика.

### Випуск четвертий (1983)
В останній четвертій серії, Вася хотів врятувати півника від лисиці. Спочатку він звернувся за допомогою до кота, давнього друга півника, але кіт відмовився допомогти гному, через те, що втомився постійно рятувати. Вовк, впізнавши про зрадництво Кота, погоджується допомогти, і вони разом з Васей хитро ошукують лисицю и рятують півника.

### Випуск п'ятий юбілейний (2022)
Новорічні чари.

## Недолік
- Маленький Мук одного зросту с Дюймовочкою та Хлопчиком-Мізинчиком, тоді як в казці В. Гауфа він ближче до зросту людини (не більше трьох або чотирьох футів).

## Творча група
- Автор сценарію: Михайло Ліпскеров
- Кінорежисер: Михайло Каменецький
- Художники-постановники: Анатолій Васильєв (1), Ірина Костріна (2 і 4)
- Оператори: Теодор Бунімович (1), Юрій Каменецький (2 і 4)
- Художники-мультиплікатори: Майя Бузінова (1), Йосиф Доукша (1), В'ячеслав Шилобреєв (2), Сергій Оліфіренко (2 і 4), Ольга Панокіна (3), Сергій Косіцин (3), Наталя Тімофеєва (4), Михайло Пісьман (4)
- Композитор: Ігор Космачов
- Звукооператор: Володимир Кутузов
- Монтажери: Галина Філатова, Ольга Катушєва (2)

- Редактор: Наталія Абрамова

- Ляльки та декорації виготовлювали: Олег Масаїнов, Павел Гусев, Марія Чеснокова, Семен Етліс, Олександр Горбачов (1), Світлана Знаменська, Ніна Корнева (1), Марія Стрельчук (1 і 3), Олександр Шерчков (2 і 3), Михайло Колтунов (2 і 4), Віктор Грішин (2 і 3), Галина Філіппова (2 і 4), Наталія Грінберг (2 і 4), Володимир Алісов (2 і 3), Єкатерина Дарикович (2), Олександр Беляєв (2 і 4), Петро Лесин (2), Олександр Максимов (2), Галина Філатова (3), Володимир Аббакумов (3 і 4), Валерій Петров (3 і 4), Наталія Барковська (4), Ніна Молева (4), Людмила Рубан (4), Валентин Ладигін (4), Сергій Галкин (4), Євгеній Баскаков (немає у титрах)
- Під керуванням — Володимир Ким

- Директор картины — Глєб Ковров (1 і 2), Григорій Хмара (3 і 4).

### У ролях
- Петро Дегтярьов (1), Ольга Громова (2 і 4) — Вася
- Юрій Волинців — Вовк
- Анатолій Баранцев — Дідусь-гном
- Тамара Дмитрієва — Дюймовочка, Хлопчик-з-Пальчик, Маленький Мук (2)
- Олександр Ширвіндт — Козлик (3)
- Борис Володимиров — Коза (3)
- Тетяна Васильєва — Лиса (4)
- Володимир Точилін — Кіт (4)
- Георгій Віцин —Півник (4)
- Ірина Мурзаєва — Бабуся-гном (1) (немає в титрах)
- Зінаїда Наришкіна — Бабуся-гном (2 і 3) (немає в титрах).

## Відеовидання
Мультсеріал був випущений на DVD компанією «Крупний план»